# ولدین کاریچ
ولدین کاریچ (کرواتی: Veldin Karić؛ زادهٔ ۱۶ نوامبر ۱۹۷۴) بازیکن فوتبال اهل کرواسی بود.
از باشگاه‌هایی که در آن بازی کرده‌است می‌توان به باشگاه فوتبال اینتر زاپرشیچ، باشگاه فوتبال وویوودینا، باشگاه فوتبال تورینو، باشگاه فوتبال واراژدین، باشگاه فوتبال دینامو زاگرب، باشگاه فوتبال ژلیزنیچار سارایوو، و باشگاه فوتبال لوگانو اشاره کرد.
وی همچنین در تیم‌های ملی فوتبال زیر ۲۱ سال کرواسی و کرواسی بازی کرده‌است.